# Selemon Barega
Selemon Barega Shirtaga (amharisch ሰለሞን ባረጋ; * 20. Januar 2000 in der Gurage Zone, Region der südlichen Nationen, Nationalitäten und Völker) ist ein äthiopischer Leichtathlet der Volksgruppe der Gurage, der sich auf den Langstreckenlauf spezialisiert hat. Seinen größten Erfolg feierte er im Jahr 2021, als er Olympiasieger über 10.000 Meter wurde.

## Sportliche Laufbahn
Erste Erfahrungen bei internationalen Meisterschaften sammelte Selemon Barega bei den U20-Weltmeisterschaften 2016 in Bydgoszcz, bei denen er in 13:21,21 min die Goldmedaille gewann. Bei den Crosslauf-Weltmeisterschaften 2017 in Kampala wurde er in 23:03 min Fünfter in der U20-Wertung und sicherte sich mit dem Team die Goldmedaille. Anschließend siegte er in 13:51,43 min bei den Juniorenafrikameisterschaften in Tlemcen im 5000-Meter-Lauf sowie in 7:47,16 min im 3000-Meter-Lauf bei den Jugendweltmeisterschaften in Nairobi. Damit qualifizierte er sich auch für die Weltmeisterschaften in London, bei denen er mit 13:35,34 min im Finale den fünften Platz belegte. Im Jahr darauf gewann er bei den Hallenweltmeisterschaften in Birmingham in 8:15,59 min die Silbermedaille und musste sich damit nur seinem Landsmann Yomif Kejelcha geschlagen geben. Als großer Favorit für die U20-Weltmeisterschaften im finnischen Tampere angereist, musste er sich nach 13:21,16 min mit dem vierten Platz über 5000 Meter begnügen. Zum Saisonende verbesserte er beim Memorial Van Damme in Brüssel den U20-Weltrekord seines Landsmannes Hagos Gebrhiwet auf 12:43,02 min und steht damit auf Platz fünf der ewigen Bestenliste (Stand: April 2022).
Bei den Crosslauf-Weltmeisterschaften 2019 in Aarhus wurde er in 32:16 min Fünfter in der Erwachsenenklasse und sicherte sich mit dem Team hinter Uganda und Kenia die Bronzemedaille. Bei den Weltmeisterschaften in Doha gewann er in 12:59,70 min die Silbermedaille im 5000-Meter-Finale hinter seinem Landsmann Muktar Edris. 2021 gelang ihm bei den Olympischen Spielen in Tokio mit Gold über die 10.000 Meter der bisher größte Triumph in seiner Karriere. Während der Schlussfeier war er der Fahnenträger seiner Nation. Im Jahr darauf gewann er bei den Hallenweltmeisterschaften in Belgrad mit 7:41,38 min Gold über die 3000 Meter. Im Mai wurde er beim Prefontaine Classic in 13:07,30 min Dritter über 5000 Meter und anschließend siegte er in 12:56,19 min beim Meeting de Paris, ehe er bei den Weltmeisterschaften in Eugene mit 13:19,62 min im Finale den zwölften Platz belegte. Über 10.000 Meter wurde er in 27:28,39 min Fünfter. Bei den Crosslauf-Weltmeisterschaften 2023 in Bathurst wurde er nach 30:16 min Zwölfter im Einzelrennen und im Mai wurde er bei der Doha Diamond League in 7:27,16 min Zweiter über 3000 Meter. Im August gewann er dann bei den Weltmeisterschaften in Budapest in 27:52,72 min die Bronzemedaille über 10.000 Meter hinter dem Ugander Joshua Cheptegei und Daniel Simiu Ebenyo aus Kenia. Kurz darauf wurde er bei Weltklasse Zürich in 12:54,17 min Zweiter über 5000 Meter. Im Jahr darauf gewann er bei den Hallenweltmeisterschaften in Glasgow in 7:43,64 min die Bronzemedaille über 3000 Meter hinter dem Briten Josh Kerr und Yared Nuguse aus den Vereinigten Staaten. Ende April siegte er in 12:55,68 min über 5000 Meter bei der Diamond League Shanghai und anschließend siegte er in 12:51,60 min beim USATF Los Angeles Grand Prix. Im August belegte er dann bei den Olympischen Sommerspielen in Paris in 26:44,48 min den siebten Platz über 10.000 Meter.
2019 wurde Barega äthiopischer Meister im 10.000-Meter-Lauf.

## Persönliche Bestzeiten
- 1500 Meter: 3:32,97 min, 25. September 2020 in Doha
  - 1500 Meter (Halle): 3:32,97 min, 17. Februar 2021 in Toruń
- 3000 Meter: 7:26,28 min, 17. September 2023 in Eugene
  - 3000 Meter (Halle): 7:25,82 min, 6. Februar 2024 in Toruń
- 2 Meilen: 8:08,69 min, 30. Juni 2019 in Palo Alto (U20-Weltbestleistung)
- 5000 Meter: 12:43,02 min, 31. August 2018 in Brüssel (U20-Weltrekord)
- 10.000 Meter: 26:34,93 min, 14. Juni 2024 in Nerja
- Halbmarathon: 57:50 min, 22. Oktober 2023 in Valencia
- Marathon: 2:05:15, 23. Februar 2025 in Sevilla